# Escape Simulator
Escape Simulator — компьютерная игра-головоломка, разработанная и выпущенная хорватской студией Pine Studio 19 октября 2021 года.

## Игровой процесс
Идея Escape Simulator взята из реальных эскейп-румов. Игрок должен сбежать из закрытого помещения, используя находящиеся в нём предметы. В игре представлено около 15 готовых помещений, а также инструмент, позволяющий игрокам создавать собственные комнаты, в том числе кооперативные.

## Разработка и выпуск
Разработка Escape Simulator заняла чуть меньше двух лет, выпуск игры состоялся 19 октября 2021 года.

## Отзывы критиков
| Иноязычные издания | Иноязычные издания |
| Издание            | Оценка             |
| ------------------ | ------------------ |
| Screen Rant        | [ 7 ]              |

Уильям Сеннамо из Screen Rant назвал игру отличным способом опробовать эскейп-рум не выходя из дома. Джон Уокер из Kotaku похвалил игру за реалистичную физику, отметив, что вкупе с перспективой от первого лица она даёт игроку подлинные ощущения игры в эскейп-румы.

### Продажи
Менее чем за неделю с момента выпуска игры было продано 50 000 копий игры, что принесло разработчикам 4 миллиона хорватских кун. В мае 2022 разработчики сообщили, что было продано более 1 миллиона копий игры.